# Francisco Caldeira

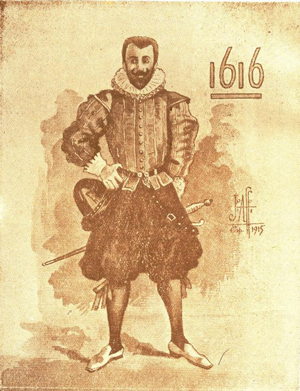
Francisco Caldeira

Francisco Caldeira Castelo Branco – portugalski żeglarz i dowódca floty portugalskiej, założyciel miasta Belém w Brazylii. 
Francisco Caldeira był dowódcą floty portugalskiej, która w 1615 roku pokonała Francję Podrównikową oraz zdobyła miasto Saint-Louis du Maranhão (São Luís) leżące w południowo-wschodniej Brazylii. 
 
Francja Południkowa powstała w 1612 roku na wyspie Maranhão w zatoce São Marco pomiędzy ujściem Amazonki a Pernambuco. Jej założycielem był francuz Daniel de La Tuche de La Ravardiere, który na wyspie zbudował fort Saint-Louis. Na te działania zareagował ówczesny gubernator Brazylii, który wysłał Caldierę na czele eskadry okrętów i z 200 żołnierzami z zadaniem usunięcia francuskich kolonizatorów. Francisco Caldeira wywiązał się z zadania, zdobył fort i pozostawił tam mały garnizon. Następnie popłyną rzeką Para i w 1616 roku założył fort Belem. Fort stał się miastem z którego organizowano wyprawy wojskowe (w 1623 roku Portugalczycy docierając do rzeki Xingu wyparli stamtąd Holendrów) i odkrywcze - w 1637 Pedro de Teixeira i Acosta z tego miejsca pokonali Amazonkę i dopłynęli do Napy pod Andami. 